# 미란다 줄라이
미란다 줄라이(Miranda July, 1974년 2월 15일 ~ )는 미국의 영화 감독, 영화 각본가, 배우, 가수, 작가, 공연 예술가이다.

## 작품 목록

### 감독
- 미 앤 유 앤 에브리원 (2005)
- 미래는 고양이처럼 (2011)
- 카조니어 (2020)